# Dixon (Califórnia)
Dixon é uma cidade localizada no estado americano da Califórnia, no Condado de Solano. Foi incorporada em 30 de março de 1878.

## Geografia
De acordo com o United States Census Bureau, a cidade tem uma área de 18,4 km², onde 18,1 km² estão cobertos por terra e 0,3 km² por água.

### Localidades na vizinhança
O diagrama seguinte representa as localidades num raio de 32 km ao redor de Dixon.

## Demografia
Segundo o censo nacional de 2010, a sua população é de 18 351 habitantes e sua densidade populacional é de 1 012,19 hab/km². Possui 6 172 residências, que resulta em uma densidade de 340,43 residências/km².